# Valerio Máximo

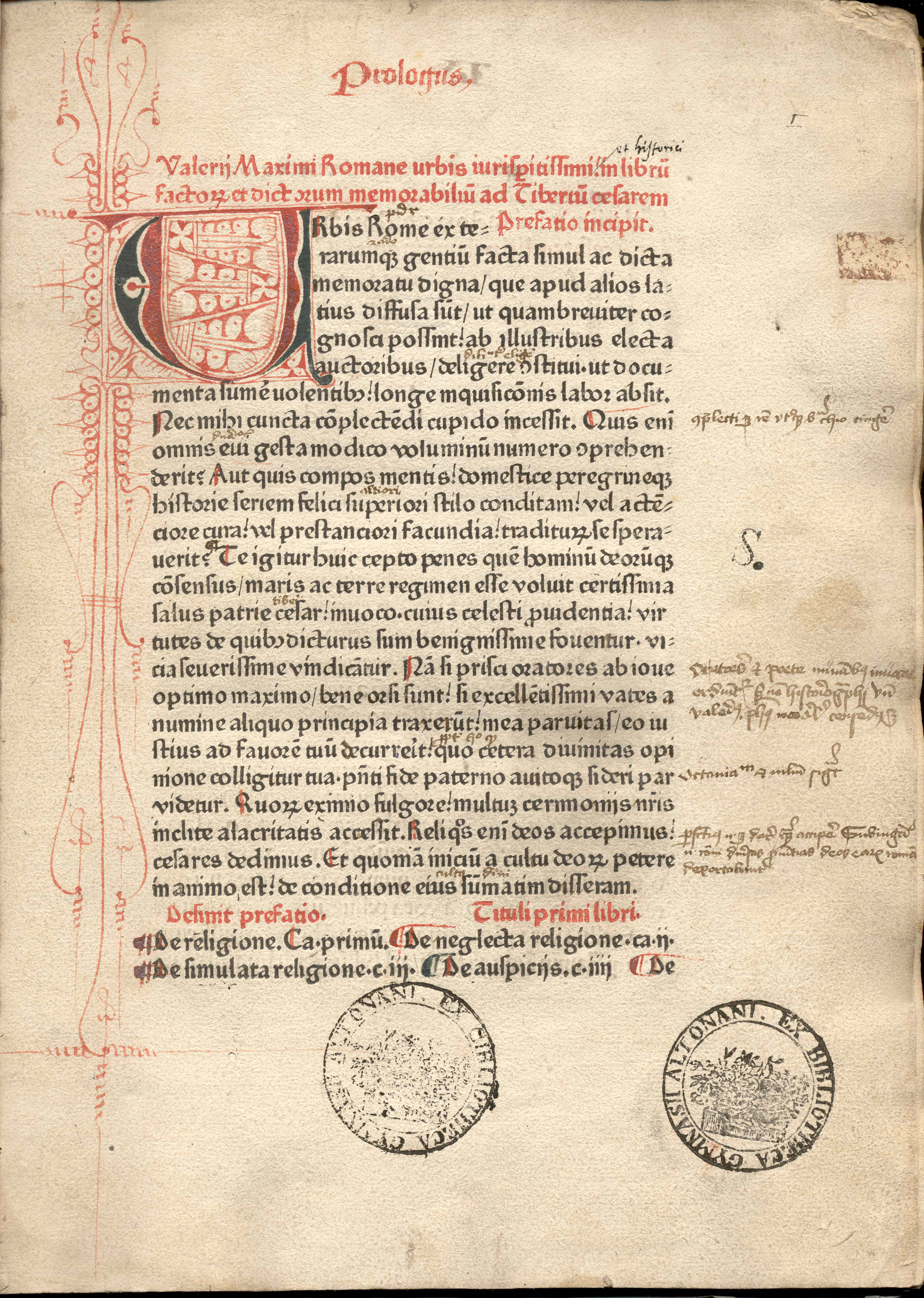
Página de un incunable de Valerio Máximo, Facta et dicta memorabilia, impreso en rojo y negro por Peter Schöffer (Maguncia, 1471).

Valerio Máximo (en latín, Valerius Maximus; siglo I a. C.-siglo I) fue un escritor romano. 
Su obra capital son los nueve libros Factorum et dictorum memorabilium (Hechos y dichos memorables) dedicados al emperador Tiberio. Fueron escritos en Roma en el año 31 y su fin era ensalzar una serie establecida de virtudes romanas por medio de anécdotas y relatos tradicionales o extraídos de historiadores y filósofos. Su estilo parece indicar que fue un retórico profesional. Esta compilación de anécdotas sirvió de cantera a los oradores para extraer narraciones morales con el fin de ilustrar sus discursos.